# Історичний бульвар

Карта-схема.

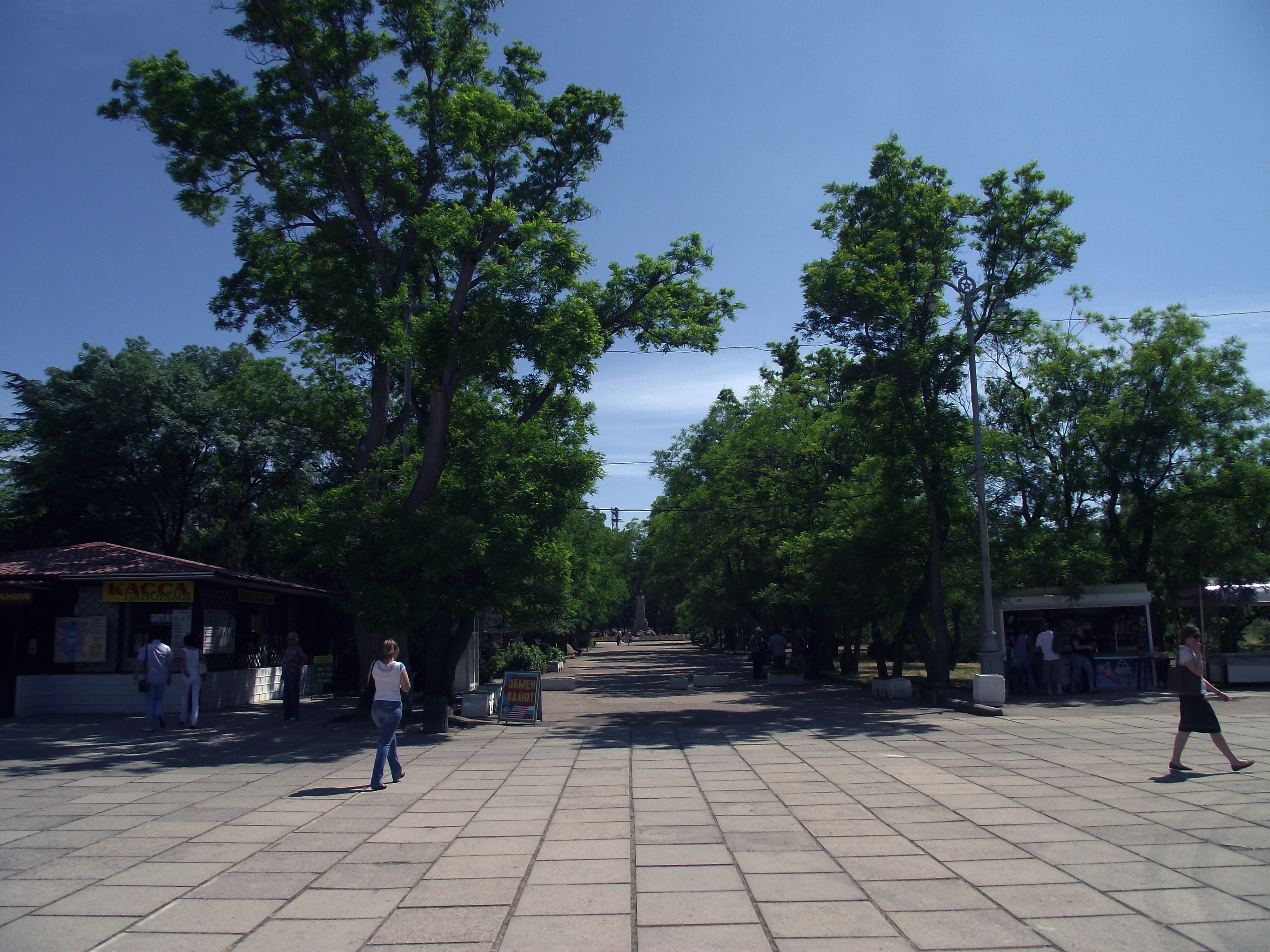
Вид Історичного бульвару

44°35′44″ пн. ш. 33°31′22″ сх. д. / 44.59556° пн. ш. 33.52278° сх. д.
Історичний бульвар — бульвар в Севастополі, на висоті над Південною бухтою в центральній частині міста. Обмежений кам'яною стіною по периметру. Нині це своєрідний зелений заповідник, де чимало рідкісних порід дерев і чагарників. Але насамперед це — комплексний пам'ятник. Тут знаходяться всесвітньо відома панорама «Оборона Севастополя 1854—1855 років», 14 пам'ятників і меморіальних позначень, які увічнили героїзм захисників Севастополя в роки Кримської війни.
В районі передового брустверу 4-го бастіону щорічно в день Севастополя проходить театралізована вистава — штурм укріплення в період першої оборони Севастополя. На неї приїжджає велика кількість гостей міста і Криму.

## Історія
Вище Театральної площі (нині площа Ушакова) за проектом Інженерного відомства у 1834 році передбачалося побудувати один з бастіонів для захисту Севастополя з суші. У 1840 році на висоті був розбитий бульвар, який отримав назву Великий, висота стала називатися Бульварною. Будівництво 4-го бастіону на цій висоті почалося навесні 1854 року після початку Кримської війни. У липні в районі бульвару було побудовано кілька батарей, озброєних 29 гарматами, знятими з корвета «Пілад» та інших суден.
До моменту висадки ворога 2 вересня 1854 року під Євпаторією укріплення на Бульварній висоті не були добудовані, вони добудовувалися і озброювалися вже під вогнем французьких і англійських облогових батарей. В ході оборони Севастополя на висоті і її схилах були побудовані: 4-й бастіон, Язоновський редут і 27 номерних батарей. Укріплення були об'єднані в другу дистанцію оборонної лінії, якою командував віце-адмірал Ф. М. Новосільский. Оборона дистанції постійно вдосконалювалася, до моменту першого бомбардування 5 жовтня 1854 року на її озброєнні було 72 гармати різних калібрів.
У жовтні 1854 року командування союзних військ обрало 4-й бастіон метою головної атаки. Укріплення піддавалися найсильнішому обстрілу з боку ворожих батарей. Спроби союзників прорити підземні галереї під зміцнення 4-го бастіону і підірвати його не увінчалися успіхом. З 4-го бастіону в нічний час відбувалися вилазки у розташування ворога. До кінця оборони міста на озброєнні дистанції було 243 гармати. 27 серпня 1855 року війська підірвали укріплення за наказом командування і перейшли по наплавний міст на Північну сторону.

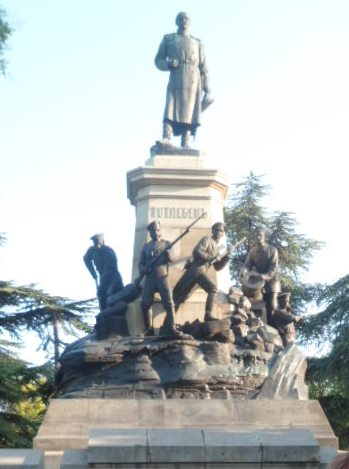
Пам'ятник Е. І. Тотлебену

У 1875 році міською Думою було прийнято рішення, що забороняло будь-яке будівництво на місці російських укріплень 1854—1855-х років. У 1876 році по всій Російській імперії була відкрита підписка для устрою Історичного бульвару по лінії колишніх бастіонів. Благоустрій почався з 4-го бастіону як «самого пам'ятного пункту», і в 1881 році на колишньому бастіоні була закінчена посадка дерев. Наприкінці XIX століття на Історичному бульварі, були встановлені кам'яні тумби з номерами колишніх батарей. Спорудження більшості пам'ятників на бульварі було закінчено в 1904—1905 роках до 50-річчя початку оборони Севастополя. Була освячена панорама «штурму 6 червня 1855 року», за проектом архітектора Кольба споруджені пам'ятники на місці 4-го бастіону і Язоновського редуту, за проектом військового інженера О. І. Енберга виконані меморіальні позначення батарей, відновлені лівий фас 4-го бастіону і бліндаж, вхід в підземно-мінні галереї, розбитий сквер. У 1909 році був відкритий пам'ятник Е. І. Тотлебену, в 1910 році — позначення перебування на бастіоні Л. М. Толстого. Вхід на бульвар був платний, у вихідні та святкові дні грав оркестр. Проте перебування на бульварі велосипедистів, собак і нижчих чинів заборонялось. Його околиці охоронялися патрулями.
У роки революції та громадянської війни на Історичному бульварі проходили мітинги жителів міста, таємні мітинги німецьких солдатів зі складу окупаційних військ.
Після громадянської війни бульвар прийшов в запустіння і тільки після 1925 року місто вжило заходів для наведення там порядку і благоустрою. Інженер О. І. Енберг виконав проект нового планування бульвару, що отримав ім'я Л. Толстого, була замінена повністю покрівля Панорами, влаштовано освітлення бульвару. У 1926—1927 роках було висаджено кілька сот дерев, асфальтовані доріжки, побудовано майданчики для лаун-тенісу, для гри в футбол, дитячий, кегельбан і таке інше, поставлені лавки. У 1928 році була відкрита меморіальна дошка на честь 100-річчя від дня народження Л. М. Толстого. 1 травня 1933 року на місці бульвару був відкритий Парк культури і відпочинку, якому було присвоєне ім'я Л. М. Толстого.
У роки радянсько-німецької війни на бульварі розташовувалася позиція зенітної артилерії, в кількох десятках метрів від пам'ятника Е. І. Тотлебену знаходилися штаб ВПС, штаб і КП ППО Чорноморського флоту, в підземно-мінних галереях працювали курси МППО. В дні оборони Севастополя 1941—1942 років було зруйновано будівлю панорами, пошкоджені меморіальні позначення батарей, знищені дерева.
Після війни, в 1945 році, під керівництвом скульптора Л. М. Писаревського був відновлений пам'ятник Е. І. Тотлебену. У 1946 році архітектори Л. Л. Єгоров і Є. Д. Кудрявцева склали проект відновлення Історичного бульвару, він і був втілений в життя. Поздовжня вісь бульвару проходить по алеї від головного входу до відновлених гарматних двориків 4-го бастіону. Відреставровано меморіальні позначення батарей.
У 1954 році була відкрита відновлена радянськими художниками Панорама «Оборона Севастополя 1854—1855 років», в 1958 році — нове меморіальне позначення перебування на 4-му бастіоні Л. М. Толстого. У 1983 році біля головного входу на бульвар з площі Ушакова до 200-річчя заснування міста відкрито пам'ятник Ф. Ф. Ушакову.